# 아비탈 아베르겔
아비탈 아베르겔(히브리어: אביטל אברג'יל, 1977년 6월 10일 ~ )은 이스라엘의 배우, 성우이다.

## 경력
라마트간에서 태어났다. 이스라엘의 영화인 《아란 코헨의 빚》(חובו של אהרון כהן)>과 《단 것》(משהו מתוק)에 출연하였다. 또 아베르겔은 《좋은 녀석들》, 《다른 여자》, 《딥 블루》 등 수많은 TV 드라마에 출연하였다. 아베르겔이 맡은 배역 중 가장 유명한 것은 이스라엘 어린이 채널인 아루츠 하옐라딤(ערוץ הילדים)에서 방송된 아동용 드라마인 《옥타브》의 엘리노르 말히 역이다.
2005년 아베르겔은 10대를 청소년을 주요 관람층으로 설정한 영화 《당신은 내게 약혼했어》(השמיניה)에 출연하였고 2007년에는 영화《피차트 리히트만》(פזית ליכטמן)의 감독을 맡았다.

## 개인사
1999년에 이스라엘의 가수이자 그룹 티팩스의 리더인 코비 오즈와 결혼하였다. 두 사람은 2003년에 이혼했으나 2011년에 다시 재혼하였고, 2012년에 쌍둥이를 낳았다.